# Glest
Glest é um jogo de estratégia em tempo real multiplataforma personalizável e livre.
O jogo se passa em um período que lembra a Idade Média e possui duas facções jogáveis, Magic e Tech. O lançamento das versões 2.0 e 3.0 adicionaram novas unidades, upgrades e uma expansão geral ao game. A versão 3.0 adicionou o suporte a partidas em rede. Além disso, novos recursos são continuamente adicionados através da Engine Avançada Glest (Glest Advanced Engine - GAE), uma modificação do game completamente separada que também é multiplataforma. Essa engine sempre é desenvolvida para ser compatível com a versão mais recente de Glest.
Glest tem uma comunidade ativa, com mapas, unidades e facções personalizadas.</ref>

## Facções
O jogo foi originalmente lançado com duas facções: Magic e Tech, cada um com unidades, construções e aperfeiçoamentos distintos. Diversas outras facções foram criadas com extensões.
- Tech. A facção usa guerreiros humanos tradicionais e possuem armas medievais. São fortes em combates corpo-a-corpo, eles são como a maioria dos outros jogos de estratégia. Tech são ideais para jogados iniciantes se familiarizarem com o jogo, mas podem ser desafiadores para jogadores experientes.

- Magic. Focado nos jogadores mais experientes. A maioria das suas unidades são morfadas ou invocadas de outras, e eles não são tão fortes como os Tech em combate corpo-a-corpo. Contudo, são mais versáteis e fortes em ataques a longa distâncias.

## Informações para modificações
- Definições em  XML. A definição de cada unidade, construção, aperfeiçoamento, facção e recurso é definido por um arquivo XML separado. Cada propriedade e comando de uma unidade também possui um arquivo separado. Criando ou modificando a estruturas das pastas e diversos arquivos XML, o game pode ser completamente modificado, novas facções inteiras podem ser criadas.

- Modelos G3D. Glest usa o seu próprio formato de arquivos 3d para modelos de unidades e animações. Os modelos podem ser exportados do 3ds Max ou do Blender.

- Editor de mapas. Há um editor de mapas simples.